# Cluse des Hôpitaux
La cluse des Hôpitaux ou cluse de l’Albarine - Les Hôpitaux est une vallée de France située dans le département de l'Ain. Constituée d'une succession de cluses encaissées dans le Jura méridional perpendiculairement au massif d'Ambérieu-en-Bugey jusqu'à Cheignieu-la-Balme non loin de Belley, elle est longue de plus de trente kilomètres. Important axe de communication entre l'est et l'ouest du Bugey et plus généralement entre d'une part la Dombes, le Lyonnais et le reste de la Bourgogne et d'autre part la Savoie, elle est empruntée par la route départementale 1504 et la ligne de Lyon-Perrache à Genève (frontière). La vallée est drainée par l'Albarine descendant du plateau d'Hauteville et affluent de l'Ain et par le Furans affluent du Rhône.

## Géographie

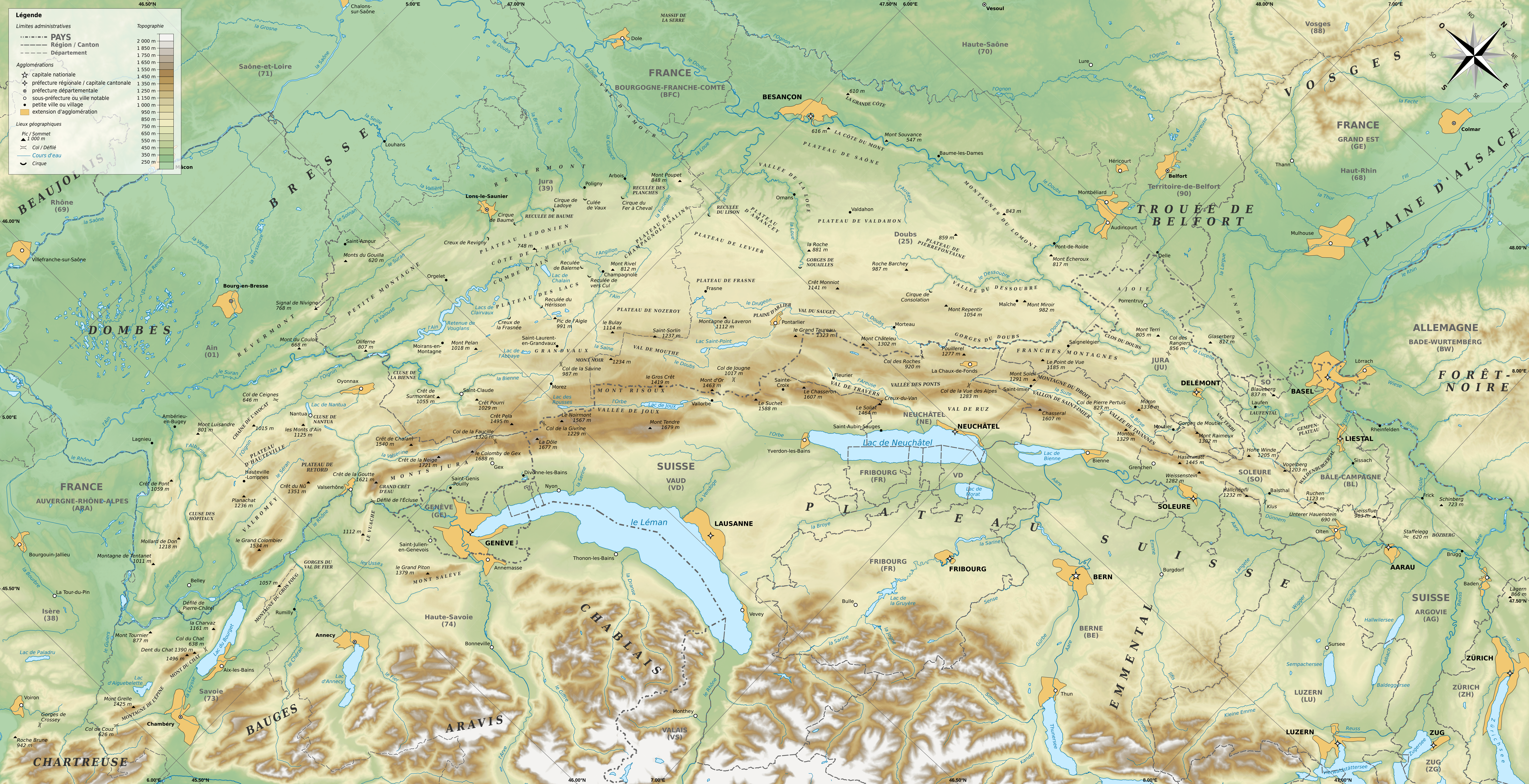
Cluse des hôpitaux et de Nantua sur la carte topographique du massif du Jura.

La Cluse des hôpitaux traverse le massif du Bugey selon un axe allant du sud-est au nord-ouest, incurvé vers l'ouest à partir de Saint-Rambert-en-Bugey.
Elle forme un complexe écologique formé de falaises, d'éboulis instables et de réseaux karstiques actifs ou fossiles. Sa formation reste sujette à débat ; l'une des hypothèses avancées serait qu'il s'agirait d'un paléo-cours du Rhône existant avant le plissement du massif jurassien. « Elle représenterait le cours ancien (tertiaire) du Rhône, avant la formation du Jura, lui-même déterminé par une zone d’accidents anciens (zone d’accidents profonds Culoz-Pont d’Ain). Par la suite, cette dépression aurait été modifiée par les passages successifs du glacier du Rhône provenant des Alpes et l’interférence des réseaux souterrains. L’érosion et la sédimentation fluviatile lui auraient ensuite donné la touche finale ».
La cluse accueille à l'ouest le lit de l'Albarine qui descend de la reculée de Charabotte, en direction de la plaine de l'Ain, et à l'est le Furans, qui coule dans la direction opposée, vers Belley. La limite entre les deux bassins versants de ces cours d'eau se trouve au niveau des Hôpitaux, hameau de la commune de la Burbanche entouré par une succession de lacs et marais aux niveaux variables, à environ 360 mètres d'altitude.
Elle est classée dans sa totalité en zone naturelle d'intérêt écologique, faunistique et floristique de type II et recèle de nombreuses zones de type I.

## Voies de communication et transports
La Cluse des Hôpitaux est un axe de circulation important traversé par la route départementale D1504 (ancienne « route nationale 504 ») et  la voie ferrée reliant Lyon-Perrache à Genève.

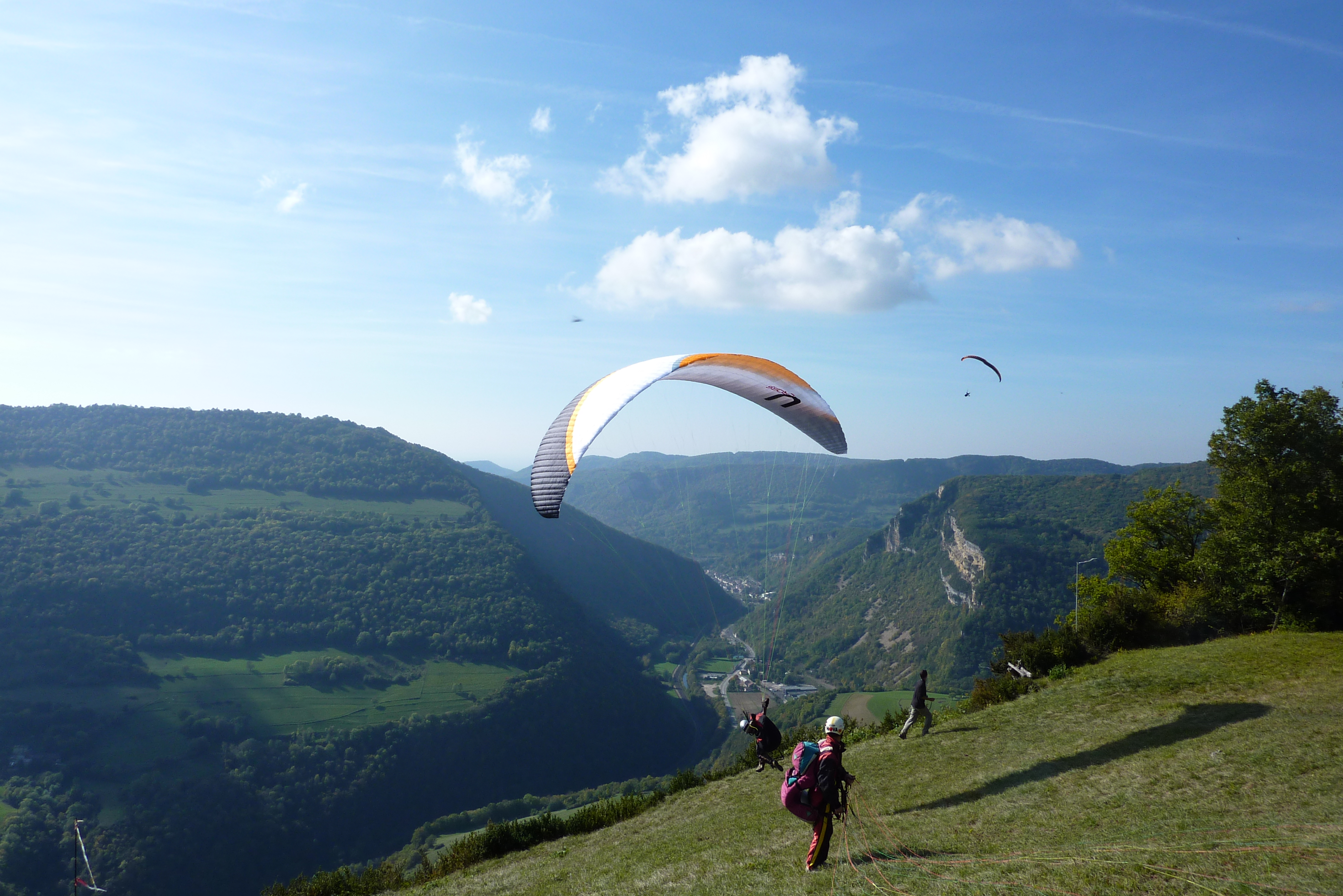
La vallée de l'Albarine vu du plateau d'Evosges